# Bahnhof Gero
Der Bahnhof Gero (jap. 下呂駅, Gero-eki) ist ein Bahnhof auf der japanischen Insel Honshū. Er wird von der Bahngesellschaft JR Central betrieben und befindet sich in der Präfektur Gifu auf dem Gebiet der Stadt Gero.

## Verbindungen
Gero ist ein Zwischenbahnhof an der Takayama-Hauptlinie zwischen den Präfekturhauptstädten Gifu und Toyama. Die Bahngesellschaften JR Central und JR West bieten gemeinsam täglich zehn Zugpaare des Schnellzugs Hida an. Sie verbinden Nagoya mit Gifu, Mino-Ōta, Gero und Takayama. Von diesen befahren vier die gesamte Strecke über Takayama hinaus bis zum Bahnhof Toyama. Ein Zug täglich bietet Kurswagen von Osaka und Kyōto an, die in Gifu angehängt werden.
Im Nahverkehr auf dem Abschnitt von Mino-Ōta über Gero und Takayama nach Inotani besteht kein fester Fahrplantakt. Die Züge verkehren hier ungefähr alle ein bis drei Stunden. Zusatzzüge verdichten den Fahrplan zwischen Gero und Takayama, insbesondere während der Hauptverkehrszeit. Die Bushaltestellen auf dem Bahnhofsvorplatz werden von insgesamt zehn Linien der Gesellschaft Nōhi Noriai Jidōsha und des städtischen Busbetriebs Gero Bus bedient.

## Anlage
Der Bahnhof steht im Stadtteil Koden nahe dem westlichen Ufer des Flusses Hida. Das Stadtzentrum mit den bekannten Onsen ist über die nahe gelegene Gero-Ohashi-Brücke erreichbar. Mit zahlreichen Hotels und Restaurants ist auch die Umgebung des Bahnhofs stark touristisch geprägt. Die ebenerdige Anlage ist von Südosten nach Nordwesten ausgerichtet und umfasst drei Gleise, die alle dem Personenverkehr dienen. Sie liegen an einem Mittelbahnsteig und dem Hausbahnsteig an der Südseite, die beide fast vollständig überdacht sind. An letzteren ist das hölzerne Empfangsgebäude angebaut, das traditionellen Baustilen nachempfunden ist. Der Zugang zum Mittelbahnsteig erfolgt über eine gedeckte Fußgängerbrücke, die über Treppen erreichbar ist.
Im Fiskaljahr 2017 nutzten durchschnittlich 846 Fahrgäste täglich den Bahnhof.

## Bilder

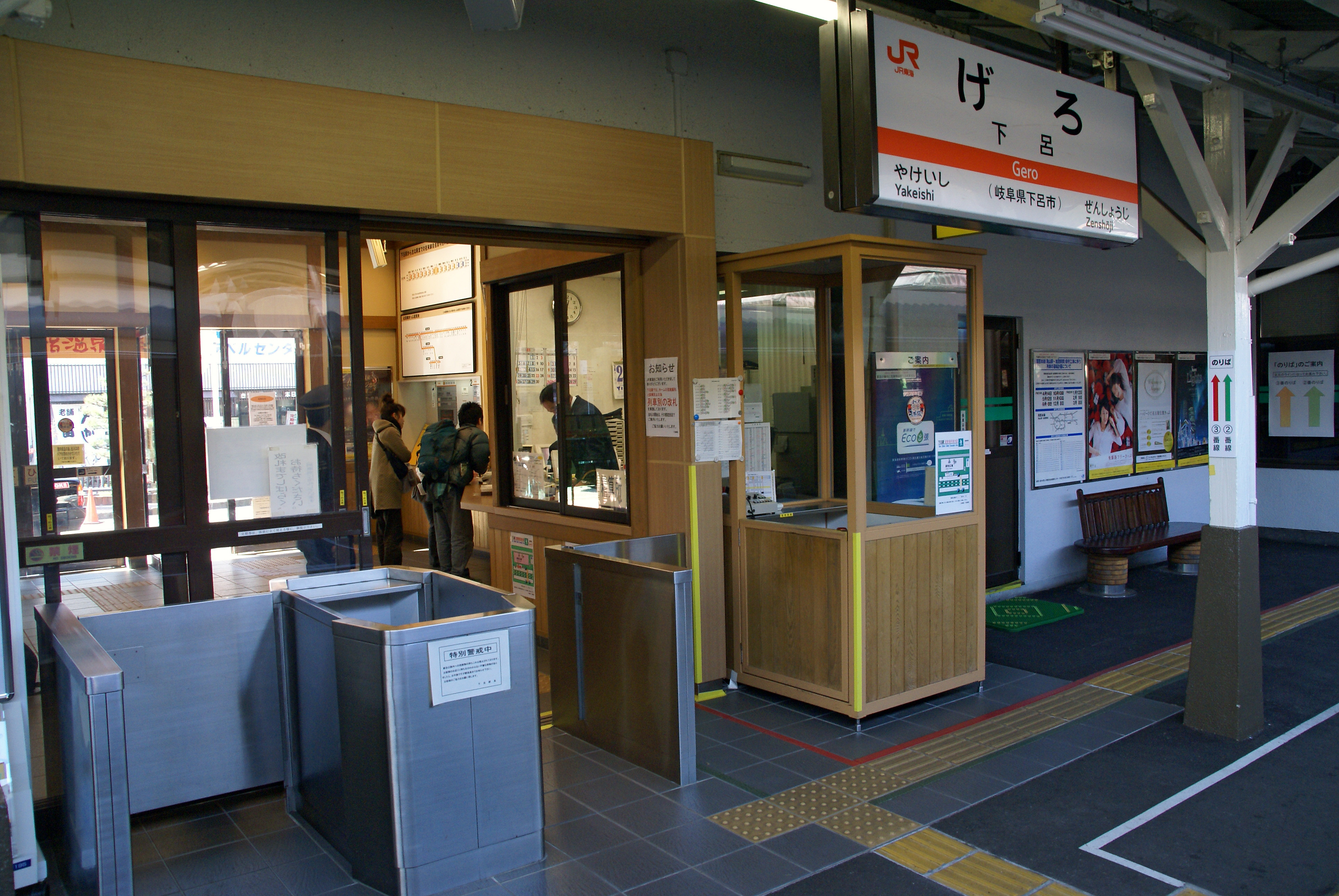
Verkaufsschalter und Bahnsteigsperre
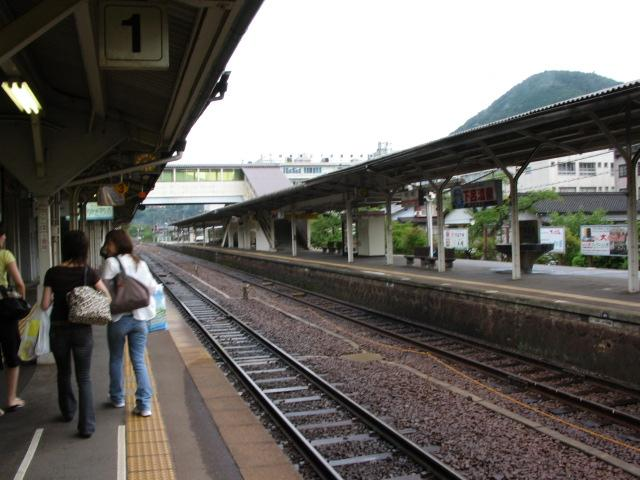
Ansicht der Bahnsteige
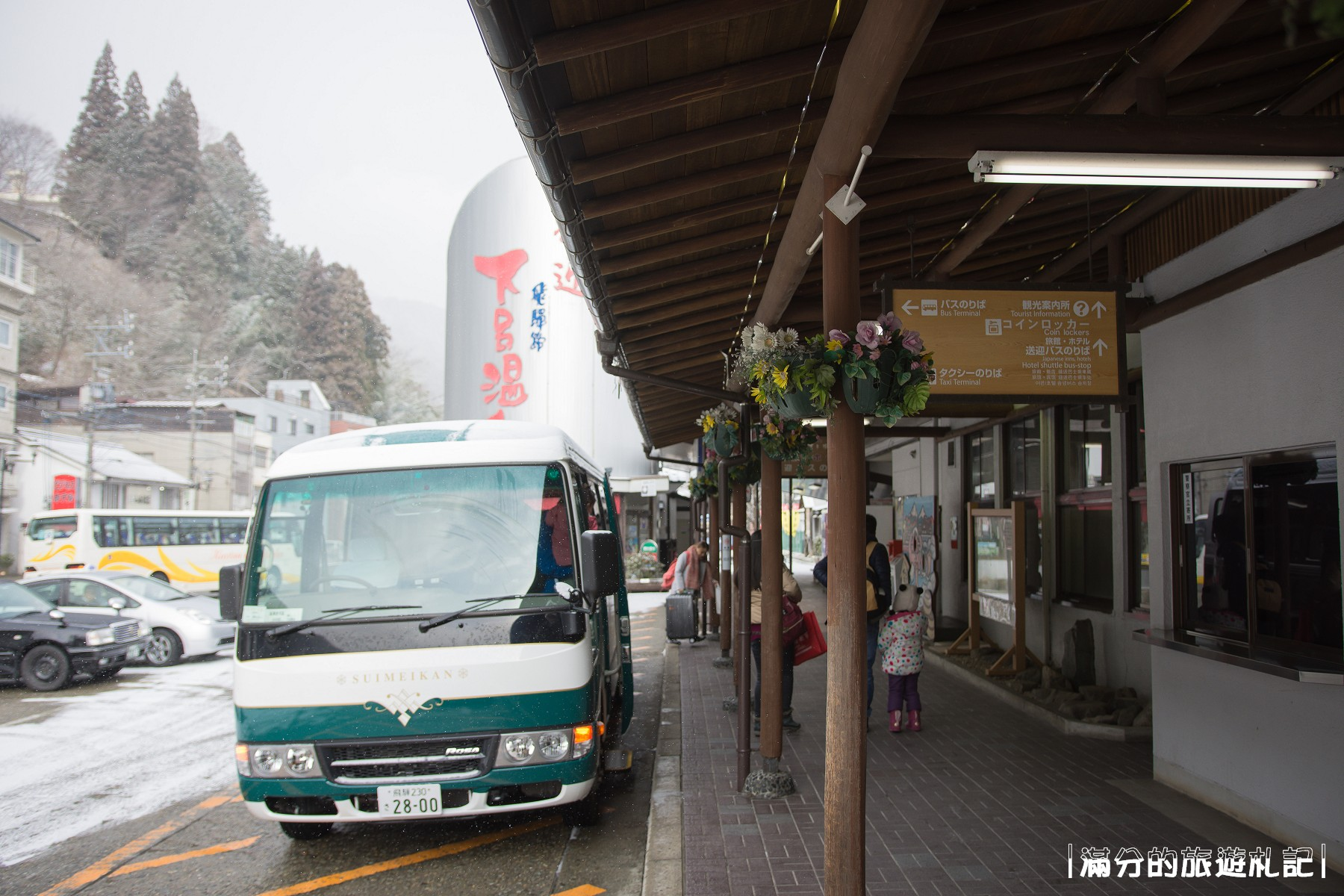
Bushaltestelle
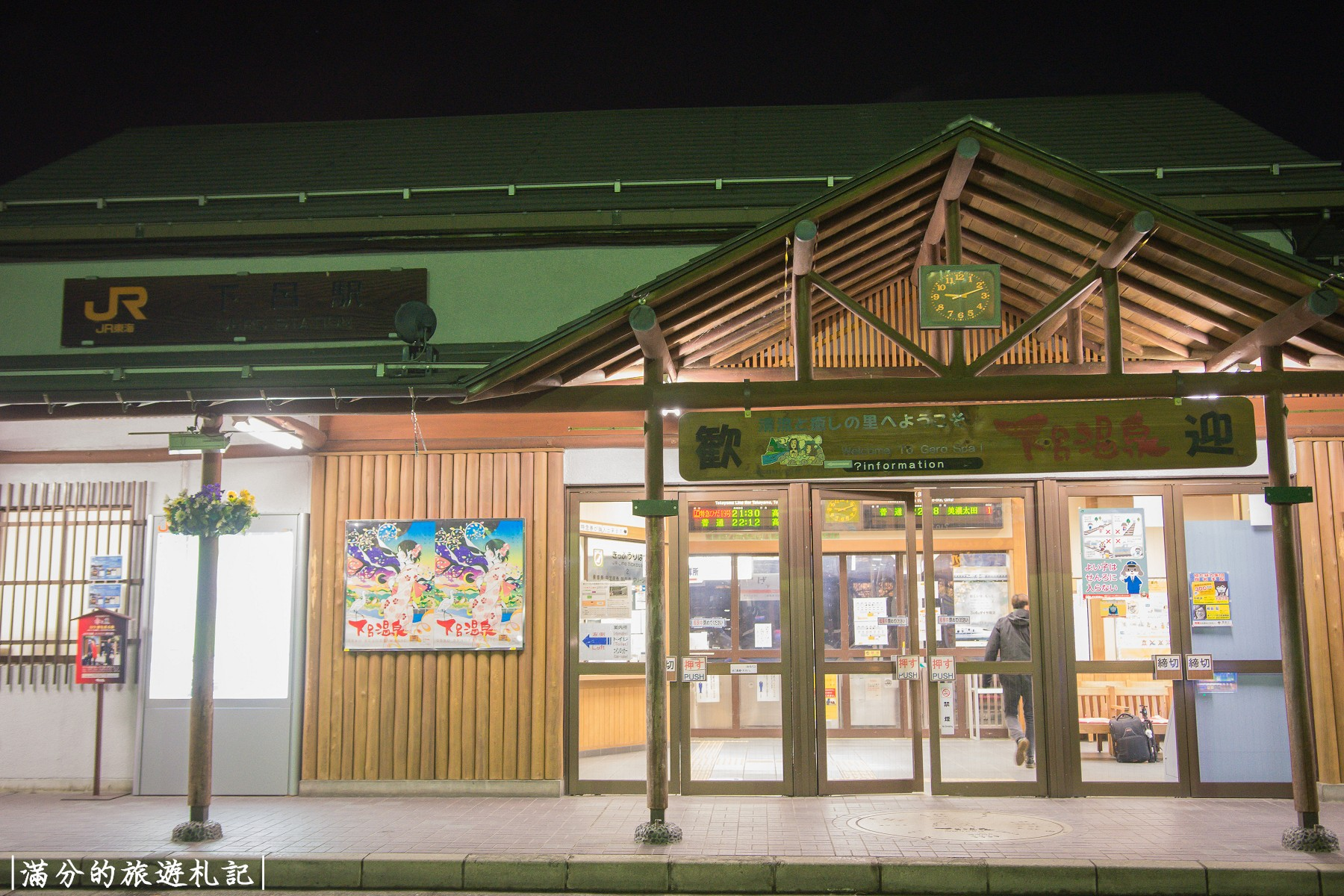
Eingangsbereich

## Gleise
| 1/2 | ▉ Takayama-Hauptlinie | Takayama • Inotani • Toyama |
| 2/3 | ▉ Takayama-Hauptlinie | Mino-Ōta • Gifu • Nagoya    |

## Linien
| Verlauf der Takayama-Hauptlinie |
| --- |
| Gifu • Nagamori • Naka • Sohara • Kagamigahara • Unuma • Sakahogi • Mino-Ōta • Kobi • Nakakawabe • Shimoasō • Kamiasō • Shirakawaguchi • Shimoyui • Hida-Kanayama • Yakeishi • Gero • Zenshōji • Hida-Hagiwara • Jōro • Hida-Miyada • Hida-Osaka • Nagisa • Kuguno • Hida-Ichinomiya • Takayama • Hozue • Hida-Kokufu • Hida-Furukawa • Sugisaki • Hida-Hosoe • Tsunogawa • Sakakami • Utsubo • Sugihara • Inotani • Nirehara • Sasazu • Higashi-Yatsuo • Etchū-Yatsuo • Chisato • Hayahoshi • Fuchū-Usaka • Nishi-Toyama • Toyama |

## Geschichte
Das Eisenbahnministerium eröffnete den Bahnhof am 2. November 1930, zusammen mit dem von Yakeishi bis hierhin führenden Abschnitt der Takayama-Hauptlinie. Rund ein halbes Jahr lang war Gero die Endstation, bis zur Inbetriebnahme des Abschnitts nach Hida-Hagiwara am 9. Mai 1931. Ab 1934 war die Takayama-Hauptlinie auf ihrer gesamten Länge durchgehend befahrbar. Der Bahnhof war stets darauf ausgerichtet, große Touristenströme zu bewältigen, weshalb die Japanische Staatsbahn bereits am 1. Mai 1953 den Güterumschlag einstellte. Im Rahmen der Staatsbahnprivatisierung ging der Bahnhof am 1. April 1987 in den Besitz der neuen Gesellschaft  JR Central über.